# Ellsworth C. Phelps
Ellsworth C. Phelps (* 11. August 1827 in Middletown (Connecticut); † 29. November 1913 in New York City, New York) war ein US-amerikanischer Organist und Komponist.

## Leben
Phelps, der aus einfachen Verhältnissen stammte, sang ab dem zwölften Lebensjahr im Kirchenchor von New London. Ab 1846 wirkte er hier als Organist. 1857 kam er nach Brooklyn, wo er 1858 Organist an der First Presbyterian Church wurde. Später wirkte er an einer Anzahl weiterer Kirchen als Organist. Von 1862 bis 1900 war Phelps außerdem Instruktor für den Musikunterricht an den öffentlichen Schulen in Brooklyn.
Erste Aufführungen seiner Werke fanden in Brooklyn seit 1858 durch die Brooklyn Philharmonic Society unter Carl Bergmann statt. 1878 folgte in New York die Uraufführung seiner fünfsätzigen Hiawatha Symphony – nach dem Epos The Song of Hiawatha von Henry Wadsworth Longfellow – unter Leitung von Theodore Thomas. Nach einer weiteren, sechssätzigen Chorsinfonie mit dem Untertitel Emancipation (1880) über die Befreiung von der Sklaverei erschien 1883 seine Oper David. Das letzte Werk, das zu seinen Lebzeiten aufgeführt wurde, war eine Robert Graham, dem Gründer des Brooklyn Institute of Arts and Sciences gewidmete Ouvertüre. Sie wurde 1897 vom Boston Symphony Orchestra unter Emil Paur aufgeführt. Phelps komponierte außerdem vier sinfonische Dichtungen, eine weitere Oper, mehrere Kantaten, eine Elegie, Chorwerke und auch Schulmusik.